# Josef Kaufmann Racing
Josef Kaufmann Racing est une écurie de sport automobile allemande, fondée en 1982 par son président Josef Kaufmann.

## Histoire
Présente dans les formules de promotions allemandes jusqu'en 2007 (Formule 3 Allemagne, Formule Renault Allemagne, Formule BMW Allemagne) avec plusieurs titres, Josef Kaufmann Racing passe ensuite dans les formules de promotions continentales avec la Formule BMW Europe jusqu'en 2010, puis, à partir de cette année, dans la Formule Renault 2.0 nord-européenne, et depuis 2011, dans la Eurocup Formula Renault 2.0.
Elle a notamment permis à Nico Hülkenberg (champion de Formule BMW allemande en 2005), Esteban Gutiérrez (champion de Formule BMW Europe en 2008) ou Stoffel Vandoorne (champion d'Eurocup Formula Renault 2.0 en 2012), de monter en Formule 1.

## Résultats en compétition automobile
Résultats en compétition automobile depuis 1982
| 2011 | 1re | Robin Frijns      |
| 2012 | 1re | Stoffel Vandoorne |
| 2015 | 2e  | Louis Delétraz    |
| 2015 | 3e  | K. Jörg           |
| 2016 | 1re | Lando Norris      |
| 2017 | 1re | Sacha Fenestraz   |

| 2013 | 3e  | D. Olsen       |
| 2014 | 2e  | Louis Delétraz |
| 2015 | 1re | Louis Delétraz |
| 2015 | 2e  | K. Jörg        |
| 2016 | 1re | Lando Norris   |

| 2008 | 1re | Esteban Gutiérrez |
| 2008 | 2e  | Marco Wittmann    |
| 2009 | 3e  | Robin Frijns      |
| 2010 | 1re | Robin Frijns      |

| 2005 | 3e  | Nico Hülkenberg     | Sakhir  |
| 2006 | 1re | Christian Vietoris  | Valence |
| 2007 | 2e  | Marco Wittmann      | Valence |
| 2008 | 3e  | Esteban Gutiérrez   | Mexico  |
| 2008 | 2e  | Michael Christensen | Mexico  |

| 2002 | 3e  | H. Neuhauser    |
| 2004 | 3e  | Sébastien Buemi |
| 2005 | 1re | Nico Hülkenberg |

| 2005 | 1re | Nico Hülkenberg | Formula BMW ADAC    |
| 2007 | 1re | Adrien Tambay   | Formula BMW Germany |
| 2009 | 1re | Robin Frijns    | Formula BMW Europe  |

| 1982 | 3e  | Gerhard Berger |
| 1985 | 1er | Volker Weidler |
| 1988 | 3e  | Frank Biela    |
| 1998 | 3e  | Wolf Henzler   |

| 1994 | 1re | A. Meier     |
| 1995 | 3e  | Wolf Henzler |

| 1991 | 1re | A. Beule |
| 1992 | 3e  | A. Beule |

Autres résultats :
- 1997 : 2e du Grand Prix de Monaco de Formule 3 :  Wolf Henzler
- 1985 : 3 Formula 3 Euro Cup Paul Ricard : Volker Weidler